# Мейолл, Джон
Джон Бру́муэлл Ме́йолл (англ. John Brumwell Mayall; 29 ноября 1933, Маклсфилд, Чешир — 22 июля 2024, Лос-Анджелес, Калифорния) — британский музыкант, один из «патриархов» британского блюз-рока.

## Биография
Джон Мейолл родился в семье джазового гитариста Мюррея Мейолла, с ранних лет заинтересовался музыкой американских блюзменов (Ледбелли, Алберта Аммонса, Пайнтопа Смита, Эдди Лэнга), самостоятельно научился играть на фортепиано, гитаре и губной гармонике. В 1949—1951 годах учился в Манчестерском художественном колледже (что позволило ему впоследствии самостоятельно оформлять обложки некоторых своих альбомов), а в 1951—1954 годах проходил службу в Британской Армии, приняв участие в Корейском конфликте. Тема войны стала позже одной из основных в его творчестве.
В 1956—1962 годах участвовал в группах The Powerhouse Four и The Blues Syndicate, совмещая занятия музыкой с карьерой профессионального дизайнера. В 1963 году при активном участии Алексиса Корнера переехал в Лондон и создал группу John Mayall & the Bluesbreakers. С приходом в группу Эрика Клэптона и созданием первого хитового альбома Blues Breakers with Eric Clapton (1966) началось восхождение The Bluesbreakers к популярности. Гитара Клэптона на этом альбоме признаётся критиками как «самая искренняя» за все периоды его творчества. В следующем альбоме А Hard Road (1967) Эрика Клэптона заменил Питер Грин, привнёсший в музыку Bluesbreakers другое звучание (ближе к чикагскому блюзу) благодаря своему характерному стилю игры на гитаре. На третьем альбоме Bluesbreakers Crusade (1967) уже получила «путёвку в жизнь» гитара Мика Тейлора, который впоследствии заменил в Rolling Stones в качестве гитариста Брайна Джонса.
В числе других известных музыкантов, сотрудничавших с Мейоллом, были Джон Макви, Мик Флитвуд, Джек Брюс, Дон «Шугакейн» Харрис, Ларри Тейлор, Джон Хайзман, Дик Хекстолл-Смит, Энди Фрейзер, Джонни Алмонд, Коко Монтойя, Бадди Уиттингтон.
В конце 1970-х переехал в Лорел-Кэньон (Калифорния) и постепенно отошёл в своем творчестве от традиционного электрик-блюза, обогатив свою музыку джаз-, фанк-, поп-элементами. В 1982 году вновь собрал Bluesbreakers с Миком Тейлором, Джоном Макви и Колином Алленом и провёл краткое турне. Год спустя в состав группы вошли гитаристы Уолтер Траут и Коко Монтойа, басист Бобби Хэйнс и ударник Джо Йюл. В 2003 году многие музыканты первых составов вернулись в группу вновь — чтобы дать концерт, посвящённый празднованию 70-летия Мейолла.
В октябре 2014 года дал два сольных концерта в Москве и Санкт-Петербурге.
Умер в своём доме в Калифорнии 22 июля 2024 года в возрасте 90 лет.

## Дискография

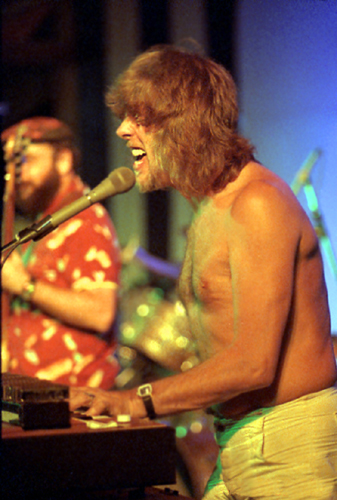
Джон Мэйолл в 1981 году

- John Mayall Plays John Mayall, 1965
- Bluesbreakers with Eric Clapton, 1966, UK #6
- Raw Blues, 1967 (сплит)
- A Hard Road, 1967, UK #10
- Crusade, 1967, UK #8
- The Blues Alone, 1967, UK #24
- The Diary of a Band Volume 1, 1968, (концертный) UK #27
- The Diary of a Band Volume 2 1968, (концертный) UK #28
- Bare Wires, 1968, UK #3
- Blues from Laurel Canyon, 1968, UK #33
- Looking Back, 1969
- The Turning Point, 1969, (концертный) UK #11
- Empty Rooms, 1970, UK #9
- USA Union 1970, UK #50
- Back to the Roots, 1971, UK #31
- Memories, 1971
- John Mayall — Live In Europe, 1971 (концертный)
- Jazz Blues Fusion, 1972 (концертный)
- Moving On, 1973
- Ten Years Are Gone, 1973
- The Latest Edition, 1974
- New Year, New Band, New Company, 1975
- Notice to Appear, 1975
- Banquet in Blues, 1976
- Lots of People, 1977
- A Hard Core Package, 1977
- Primal Solos, 1977
- The Last of the British Blues, 1978
- Bottom Line, 1979
- No More Interviews, 1980
- Road Show Blues, 1982
- Return Of The Bluesbreakers, 1985
- Behind the Iron Curtain, 1985
- Chicago Line, 1987
- The Power of the Blues, 1988
- Archives to Eighties, 1988
- A Sense of Place, 1990
- Cross Country Blues, 1992
- Wake Up Call, 1993, UK #61
- The 1982 Reunion Concert, 1994
- Spinning Coin, 1997
- Blues for the Lost Days, 1997
- Padlock on the Blues, 1999
- Rock the Blues Tonight, 1999
- Live at the Marquee 1969, 1999
- The Masters, 1999
- Along For The Ride, 2001
- Stories, 2002
- Blues Forever, 2003
- 70th Birthday Concert, 2003
- Road Dogs, 2005
- Rolling with the Blues, 2005
- Live at the BBC, 2007
- In the Palace of the King, 2007
- Live from Austin Tx, 2007
- Tough, 2009
- Blues Express, 2010
- Talk About That ,2017
- Nobody Told Me, 2019